# Black Christmas (franquicia)
Black Christmas es una franquicia de películas de slasher canadienseestadounidense, que comprende de tres películas independientes, así como de una novelización. La cinta original ha ganado un gran número de seguidores y se le atribuye ser una de las primeras películas de slasher, inspirando a muchas otras, incluida la aclamada Halloween (1978). La saga se centra en un asesino en serie que acecha y mata a un grupo de hermanas de fraternidad. 
El filme de 1974 sigue al personaje de Jess Bradford, cuando ella y sus compañeras de fraternidad comienzan a recibir llamadas telefónicas amenazantes de un acosador desconocido. La película de 2006 explora los antecedentes y la motivación del asesino y su familia. La cinta de 2019 abandona por completo la trama del asesino de las dos primeras películas, y en su lugar, se centra en un nuevo grupo de personajes y asesinos.

## Películas
| Película        | Lanzamiento en Estados Unidos | Director     | Escritor(es)               | Productor(es)                                                                        |
| --------------- | ----------------------------- | ------------ | -------------------------- | ------------------------------------------------------------------------------------ |
| Black Christmas | 11 de octubre de 1974         | Bob Clark    | A. Roy Moore               | Bob Clark                                                                            |
| Black Christmas | 25 de diciembre de 2006       | Glen Morgan  | Glen Morgan                | James Wong, Glen Morgan, Steve Hoban, Dawn Parouse, Victor Solnick & Marty Adelstein |
| Black Christmas | 13 de diciembre de 2019       | Sophia Takal | April Wolfe y Sophia Takal | Jason Blum, Ben Cosgrove & Adam Hendricks                                            |

### Resumen

#### Black Christmas(1974)
La primera de la serie fue el slasher canadiense de 1974, Black Christmas (1974), dirigida por Bob Clark y basada en un guion de A. Roy Moore. Tras su estreno, la cinta recibió una respuesta crítica mixta y fue un éxito financiero moderado, y desde entonces ha ganado estatus de culto. La trama sigue a Jess Bradford, una estudiante universitaria que comienza a recibir llamadas telefónicas amenazantes, mientras algunas de sus hermanas de su casa de fraternidad comienzan a desaparecer.

#### Black X-Mas(2006)
La nueva versión de 2006, que recibió fuertes críticas, fue escrita y dirigida por Glen Morgan. La historia se adentró profundamente a la mitología de Billy, cuya identidad y motivos solo se insinuaban vagamente en la película original. Tanto Morgan como el productor James Wong, revelaron que la cinta sufrió interferencia en el estudio por los ejecutivos de Dimension, Bob y Harvey Weinstein, presionando por realizar numerosas reescrituras y nuevas filmaciones para agregar más violencia, lo que contrastaba con la visión original de Morgan para la película y causaba una inconsistencia en el tono. A pesar de las críticas negativas y su controversial estreno en fecha navideña, el filme fue un éxito comercial.

#### Black Christmas(2019)
Poco después del estreno de la nueva versión de 2006, una secuela directa de la película de 1974 se encontraba en desarrollo, misma que se centraría únicamente en el personaje de Olivia Hussey. Sin embargo, el proyecto se canceló tras la muerte de Clark, quien fue asesinado el 4 de abril de 2007, luego de ser atropellado por un conductor en estado de ebriedad.
En junio de 2019, Sophia Takal firmó para dirigir otra versión, después de haber trabajado previamente con Jason Blum en su serie Into the Dark para Hulu, mientras que Imogen Poots, Aleyse Shannon, Brittany O'Grady, Lily Donoghue, y Caleb Eberhardt, firmaron para aparecer en papeles protagónicos. Cary Elwes también se unió al reparto. Con una historia totalmente alejada de las dos primeras entregas, recibió críticas negativas tanto por especialistas como por el público en general.

## Detalles adicionales sobre la producción y equipo
| Película        | Producción/Detalle        | Producción/Detalle     | Producción/Detalle | Producción/Detalle | Producción/Detalle                                  | Producción/Detalle | Producción/Detalle |
| Película        | Compositor(es)            | Director de fotografía | Editor             | Productora compañías | Distribuidora compañías                             | Duración           |                    |
| --------------- | ------------------------- | ---------------------- | ------------------ | --- | --------------------------------------------------- | ------------------ | ------------------ |
| Black Christmas | Carl Zittrer              | Reginald H. Morris     | Stan Cole          | Film Funding Ltd. of Canada, Vision IV, Canadian Film Development Corporation (CFDC), Famous Players Film Company, August Films | Ambassador Film Distributors, Warner Bros. Pictures | 98 minutos         |                    |
| Black X-Mas     | Shirley Walker            | Robert McLachlan       | Chris Willingham   | Dimension Films, 2929 Productions, Adelstein-Parouse Productions, Hard Eight Pictures, Hoban Segal Productions, Victor Solnicki Productions, Movie Central Network, Corus Entertainment, Province of British Columbia Production Services Tax Credit, Copperhart Entertainment, Milestone Entertainment | Metro-Goldwyn-Mayer                                 | 91 minutos         |                    |
| Black Christmas | Will Blair & Brooke Blair | Mark Schwartzbard      | Jeff Betancourt    | Universal Pictures, Blumhouse Productions, Divide/Conquer Productions | Universal Pictures                                  | 92 minutos         |                    |

## Recepción

### Taquilla y resultados financieros
| Película        | Recaudación bruta en taquilla | Recaudación bruta en taquilla | Recaudación bruta en taquilla | Ranking de taquilla              | Ranking de taquilla    | Presupuesto | Mundial ingresos totales | Ref.          |
| Película        | América del Norte             | Otros territorios             | Mundial                       | Todo el tiempo América del Norte | Todo el tiempo Mundial | Presupuesto | Mundial ingresos totales | Ref.          |
| --------------- | ----------------------------- | ----------------------------- | ----------------------------- | -------------------------------- | ---------------------- | ----------- | ------------------------ | ------------- |
| Black Christmas | -                             | -                             | -                             | -                                | -                      | $620,000    | -                        | [ 13 ]        |
| Black X-Mas     | $16,273,581                   | $5,237,270                    | $21,510,851                   | #4,073                           | #5,489                 | $9,000,000  | $21,510,851              | [ 14 ] [ 15 ] |
| Black Christmas | $10,429,730                   | $8,100,000                    | $18,529,730                   | #3,746                           | #5,162                 | $5,000,000  | $18,529,730              | [ 16 ] [ 17 ] |
| Totals          | $26,703,311                   | $13,337,270                   | $44,093,581                   |                                  |                        | $14,620,000 | $44,093,581              |               |

### Respuesta crítica y pública
| Película        | Rotten Tomatoes   | Metacritic          |
| --------------- | ----------------- | ------------------- |
| Black Christmas | 71% (34 reviews)  | 65/100 (9 reviews)  |
| Black X-Mas     | 16% (64 reviews)  | 22/100 (17 reviews) |
| Black Christmas | 39% (111 reviews) | 49/100 (25 reviews) |

## Literatura
Una novelización de la película de 1974, escrita por Lee Hays, fue publicada en 1976 por Popular Library.